# Danilo Napolitano
Danilo Napolitano (Vittoria, 31 gennaio 1981) è un ex ciclista su strada e pistard italiano, professionista dal 2004 al 2017.

## Carriera
Velocista, passa professionista con il Team LPR-Piacenza di Orlando Maini nel 2004, dopo quattro stagioni tra i dilettanti. Al secondo anno si mette in luce conquistando la Coppa Bernocchi, il Giro di Romagna e una frazione rispettivamente alla Settimana Internazionale di Coppi e Bartali e al Brixia Tour.
Tra il 2006 al 2008, con la Lampre-Fondital, vince altre due tappe sia al Brixia Tour che alla Settimana Internazionale di Coppi e Bartali, e aggiunge al proprio palmarès anche due Coppe Bernocchi. Si mette in mostra al grande pubblico al Tour Méditerranéen, al Tour de Pologne e in alcune corse spagnole, ma soprattutto al Giro d'Italia 2007, conseguendo il successo nella nona tappa con arrivo a Lido di Camaiore. Nel 2006 viene anche convocato per i campionati del mondo su pista di Bordeaux: nell'occasione partecipa alla gara iridata dello scratch, chiudendo quinto.
Dal 2009 al 2010 milita nel Team Katusha, squadra russa iscritta all'UCI ProTour, vincendo sei corse, mentre dal 2011 al 2012 è tra le file dell'Acqua & Sapone, formazione di Palmiro Masciarelli con la quale coglie quattro successi. Dall'anno successivo è sotto contratto con l'Accent.jobs-Wanty, formazione belga, in seguito rinominata Wanty-Groupe Gobert, nella quale consegue tre vittorie tra il 2013 e il 2015.
Il 15 novembre 2017 annuncia il suo ritiro dal professionismo.

## Palmarès
- 2002 (Dilettanti Elite/Under-23)

Trofeo Antonietto Rancilio
Memorial Gigi Pezzoni
- 2003 (Dilettanti Elite/Under-23)

Circuito di S. Urbano
Trofeo Papà Cervi
Trofeo Banca Reggiana Credito Cooperativo
Cento Chilometri di Nuvolato
Gran Premio Site
Circuito Mezzanese
Circuito del Termen
1ª tappa Vuelta a Guatemala (Città del Guatemala > Zacapa)
- 2004 (Dilettanti Elite/Under-23)

6ª tappa Vuelta Ciclista Lider al Sur (Cañete > Concepción)
Giro delle Tre Provincie
Coppa Città di Melzo
Coppa Belricetto
Gran Premio Fiera della Possenta
Coppa Caduti Buscatesi
Coppa Comune di Piubega
Gran Premio Città di Venezia
- 2005 (Team LPR-Piacenza Management, sette vittorie)

Stausee Rundfahrt
3ª tappa Settimana Internazionale di Coppi e Bartali (Finale Emilia > Finale Emilia)
3ª tappa Brixia Tour (Bettole di Buffalora > Manerbio)
Coppa Bernocchi
2ª tappa Tour du Poitou-Charentes et de la Vienne (Pont-l'Abbé-d'Arnoult > La Rochefoucauld)
5ª tappa Tour du Poitou-Charentes et de la Vienne (Vivonne > Poitiers)
Giro di Romagna
- 2006 (Lampre-Fondital, sette vittorie)

1ª tappa Tour Méditerranéen (Marsiglia > Marignane)
1ª tappa, 1ª semitappa, Settimana Internazionale di Coppi e Bartali (Riccione > Riccione)
4ª tappa Settimana Internazionale di Coppi e Bartali (Carpi > Finale Emilia)
1ª tappa Österreich-Rundfahrt (Gars am Kamp > Gars am Kamp)
5ª tappa Österreich-Rundfahrt (Wolfsberg > Graz)
3ª tappa, 1ª semitappa, Brixia Tour (Pisogne > Darfo Boario Terme)
Coppa Bernocchi
- 2007 (Lampre-Fondital, sei vittorie)

5ª tappa Vuelta a Murcia (Ceutí > Murcia)
9ª tappa Giro d'Italia (Reggio Emilia > Lido di Camaiore)
1ª tappa Giro di Slovenia (Lubiana > Zagabria)
Coppa Bernocchi
4ª tappa Tour de Pologne (Chojnice > Poznań)
Memorial Viviana Manservisi
- 2008 (Lampre, sei vittorie)

5ª tappa Tour of Qatar (Al Khor Academy > Al Khor Corniche)
3ª tappa Giro della Provincia di Grosseto (Grosseto > Grosseto)
5ª tappa Volta a la Comunitat Valenciana (Valencia > Valencia)
1ª tappa, 1ª semitappa, Brixia Tour (Rottofreno > Orzinuovi)
1ª tappa Volta a Portugal (Portimão > Beja)
2ª tappa Volta a Portugal (Vila Viçosa > Castelo Branco)
- 2009 (Team Katusha, quattro vittorie)

1ª tappa Vuelta a Andalucía  (La Guardia de Jaén > Humilladero)
2ª tappa Driedaagse van West-Vlaanderen (Torhout > Handzame)
1ª tappa, 1ª semitappa, Settimana Internazionale di Coppi e Bartali (Riccione > Riccione)
1ª tappa Tour de Luxembourg (Lussemburgo > Mondorf)
- 2010 (Team Katusha, due vittorie)

2ª tappa Quatre Jours de Dunkerque (Coulogne > Auby)
1ª tappa Tour de Wallonie (Mouscron > Lessines)
- 2012 (Acqua & Sapone, quattro vittorie)

4ª tappa Circuit de Lorraine (Briey > Metz)
2ª tappa Tour de Wallonie (Binche > Mettet)
4ª tappa Tour de Wallonie (Huy > Oreye)
5ª tappa Tour de Wallonie (Welkenraedt > Perwez)
- 2013 (Accent.jobs-Wanty, una vittoria)

1ª tappa Driedaagse van West-Vlaanderen (Bruges > Harelbeke)
- 2014 (Wanty-Groupe Gobert, una vittoria)

Omloop van het Waasland
- 2015 (Wanty-Groupe Gobert, una vittoria)

3ª tappa Boucles de la Mayenne (Colombiers-du-Plessis > Laval)

### Altri successi
- 2005 (Team LPR-Piacenza Management)

La-Rochefoucauld (Criterium)
- 2006 (Lampre-Fondital)

Classifica a punti Österreich-Rundfahrt
- 2007 (Lampre-Fondital)

Classifica a punti Vuelta a Murcia
1ª tappa Tour de Pologne (Varsavia, cronosquadre)
- 2012 (Acqua & Sapone)

Classifica a punti Tour de Wallonie
- 2014 (Wanty-Groupe Gobert)

Classifica a punti Driedaagse van West-Vlaanderen

## Piazzamenti

### Grandi Giri
- Giro d'Italia

2007: ritirato (12ª tappa)
2011: ritirato (11ª tappa)
- Tour de France

2007: fuori tempo (8ª tappa)
2009: fuori tempo (9ª tappa)
- Vuelta a España

2006: ritirato (16ª tappa)
2008: ritirato (12ª tappa)

### Classiche monumento
- Milano-Sanremo

2006: 5º
2007: 11º
2008: ritirato
2011: 67º
2012: ritirato
- Giro delle Fiandre

2006: ritirato
2008: ritirato
2009: ritirato
- Parigi-Roubaix

2008: 85º
2009: ritirato
2017: ritirato

### Competizioni mondiali
- Campionati del mondo su strada

Limburgo 2012 - Cronosquadre: 24º
- Campionati del mondo su pista

Bordeaux 2006 - Scratch: 5º
Palma di Maiorca 2007 - Scratch: 11º

## Riconoscimenti
- Memorial Gastone Nencini nel 2005